# Wind of Change (album)
Wind of Change is het eerste soloalbum van Peter Frampton. Het is door A&M Records op 17 augustus 1972 uitgebracht. Aan het album werkten onder andere Ringo Starr, Billy Preston en Klaus Voormann mee. Als eerste single werd een cover van het Rolling Stones-nummer "Jumpin' Jack Flash" uitgebracht.

## Tracklist
Alle muziek en teksten zijn geschreven door Peter Frampton, tenzij anders aangegeven. 
| 1.                 | Fig Tree Bay                                    | 3:36 |
| 2.                 | Wind of Change                                  | 3:05 |
| 3.                 | Lady Lieright                                   | 2:56 |
| 4.                 | Jumpin' Jack Flash (Mick Jagger/Keith Richards) | 5:20 |
| 5.                 | It's a Plain Shame                              | 3:14 |
| 6.                 | Oh for Another Day                              | 3:53 |
| 7.                 | All I Wanna Be (Is by Your Side)                | 6:36 |
| 8.                 | The Lodger                                      | 5:44 |
| 9.                 | Hard                                            | 4:30 |
| 10.                | Alright                                         | 4:26 |
| Totale duur: 43:26 |                                                 |      |

## Bezetting
- Peter Frampton - basgitaar, gitaar, keyboard, zang
- Rick Wills - basgitaar
- Mick Gallagher - piano, toetsen, klarinet
- Mike Kellie - drums, percussie

### Gastmuzikanten
- Billy Preston - piano, toetsen, accordeon, zang
- Andy Brown - piano, mellotron, toetsen
- Frank Carillo - basgitaar, gitaar
- Klaus Voormann - basgitaar
- Ringo Starr - drums, percussie
- Del Newman - arrangeur voor strijkers, marimba